# NGC 6623/2
NGC 6623/2 је галаксија у сазвежђу Херкул која се налази на NGC листи објеката дубоког неба.
Деклинација објекта је + 23° 42' 7" а ректасцензија 18h 19m 42,7s. Привидна величина (магнитуда) објекта NGC 6623 износи 14,5 а фотографска магнитуда 15,5. NGC 66232 је још познат и под ознакама MCG 4-43-27, CGCG 142-40, PGC 61749.